# Ekstruzja (żywność)
Ekstruzja – przetwarzanie surowców i materiałów pochodzenia biologicznego na cele spożywcze lub paszowe polegające na ich przetłaczaniu przez ekstrudery pod wysokim ciśnieniem i w wysokiej temperaturze (140–180 °C) do komory schładzającej. Ekstruzja poprawia strawność składników pokarmowych.
Metodą ekstruzji uzyskuje się:
- galanterię śniadaniową, jak przekąski, chrupki, płatki zbożowe,
- paszę dla zwierząt domowych i ryb,
- makarony błyskawiczne, niewymagające gotowania,
- pieczywo chrupkie,
- napoje instant i odżywki dla dzieci,
- wieloskładnikowe, wysoko przetworzone analogi mięsa,
- cukierki, żelatynki, czekoladę i gumę do żucia.

## Zalety ekstruzji
- lepsze wykorzystanie surowca,
- zmniejszenie strat podczas transportu, przechowywania i dystrybucji produktów zbożowych.